# Edgar Lubbock
Edgar Lubbock (Londra, 22 febbraio 1847 – Londra, 9 settembre 1907) è stato un calciatore e funzionario britannico. Fu uno dei pionieri del calcio durante i suoi albori in Inghilterra nella seconda metà del XIX secolo.

## Biografia
Era il decimo figlio di sir John William Lubbock, illustre scienziato, mentre suo fratello maggiore era l'archeologo John Lubbock. Studiò all'Eton College e all'Università di Londra, diventando un noto avvocato. Durante gli anni formativi cominciò ad approcciarsi allo sport. Divenne un eccellente giocatore di cricket, e giocò anche alcune partite per la nazionale inglese durante un tour in Nordamerica.
Fu tuttavia il calcio la disciplina in cui maggiormente si distinse. Già capitano della squadra dell'Eton College, nel 1866 entrò a far parte del Wanderers Football Club, una delle prime compagini organizzate a livello nazionale, e con essa cominciò a giocare nella FA Cup. Coi Wanderers arrivò quindi in finale nella prima FA Cup 1871-1872, sconfiggendo i Royal Engineers e vincendo quindi il primo trofeo calcistico della storia. I Wanderers raggiunsero e vinsero la finale anche nell'FA Cup 1872-1873, ma Lubbock non fu tra i convocati per quella partita.
Nel 1874 lasciò i Wanderers per l'Old Etonians Football Club, col quale arrivò in finale di FA Cup 1874-1875 e 1875-1876, perdendo in entrambe le occasioni. Nella FA Cup 1878-1879 invece gli Old Etonians riuscirono a battere in finale il Clapham Rovers Football Club, conquistando così il loro primo trofeo (il secondo per Lubbock).
Oltre all'attività di club, Lubbock partecipò anche ai primi incontri internazionali non ufficiali, giocando in tutte e cinque le partite Inghilterra-Scozia tenute tra il 1870 e il 1872, segno della sua rilevanza sportiva a livello nazionale. Oltre al calcio, Lubbock si interessò anche al tennis, partecipando al torneo di Wimbledon, ma sia nell'edizione del 1879 che in quella del 1881 venne sconfitto al terzo turno, nella seconda occasione dal futuro pluricampione William Renshaw.
Dai primi anni 1880 cominciò a interessarsi sempre meno allo sport, complici le importanti posizioni governative che fu chiamato a ricoprire, come vicegovernatore della Banca d'Inghilterra. Nel 1886 si sposò con Amy Peacock, dalla quale ebbe tre figlie: Nancy, Bridget e Marigold. Trasferitosi nel Lincolnshire, nel 1907 ne venne nominato alto sceriffo, ma morì improvvisamente pochi mesi più tardi.

## Palmarès

### Club

#### Competizioni nazionali
- Coppa d'Inghilterra: 2

Wanderers: 1871-1872
Old Etonians: 1878-1879